# باول بنتلي
باول بنتلي (بالإنجليزية: Paul Bentley)‏ هو مغني بريطاني، ولد في 25 يوليو 1942.

## وصلات خارجية
- باول بنتلي على موقع IMDb (الإنجليزية)
- باول بنتلي على موقع ميوزك برينز (الإنجليزية)
- باول بنتلي على موقع قاعدة بيانات الفيلم (الإنجليزية)